# 秋田県道277号西松沢杉沢線
秋田県道277号西松沢杉沢線（あきたけんどう277ごう にしまつさわすぎさわせん）は、秋田県湯沢市を通る一般県道である。

## 概要
全線が国道13号の旧道で、起点の西松沢交差点で国道13号から分岐し、湯沢市中心部を南から北へ国道13号とJR東日本 奥羽本線に並行して通り、終点の前森三叉路で国道13号に合流する。

### 路線データ
- 総延長 : 2.987 km[2]
- 実延長 : 2.987 km[2]
- 起点 : 秋田県湯沢市愛宕町2丁目195番2（西松沢交差点、国道13号交点）[3]北緯39度8分56.41秒 東経140度29分29.28秒
- 終点 : 秋田県湯沢市桜通り12番2（前森三叉路、国道13号交点）[3]北緯39度10分34.17秒 東経140度29分32.85秒
- 未供用区間 : なし[2]

## 歴史
- 1969年（昭和44年）8月12日 - 秋田県道に認定される[3]。

## 路線状況

### 冬期閉鎖区間
- なし[4]

### 交通不能区間
- なし[5]

## 地理

### 交差する道路
| 施設名       | 接続路線名                      | 備考                            | 所在地                                            |
| ------------ | ------------------------------- | ------------------------------- | ------------------------------------------------- |
| 西松沢交差点 | 国道13号 （=国道344号 重複）    | 起点                            | 湯沢市愛宕町2丁目                                 |
|              | 市道（秋田県道278号雄勝湯沢線） | 市道を西に200mで県道278号に接続 | 湯沢市田町2丁目                                   |
|              | 秋田県道185号湯沢停車場線       | 県道185号終点                   | 湯沢市柳町北緯39度9分49.64秒 東経140度29分31.81秒 |
|              | 国道398号                       |                                 | 湯沢市前森北緯39度10分9秒 東経140度29分36.1秒     |
| 前森三叉路   | 国道13号                        | 終点                            | 湯沢市桜通り                                      |

### 沿線の施設など
- 秋田県立湯沢高等学校
- 北都銀行湯沢支店
- 湯沢市役所
- 秋田銀行湯沢支店
- JR東日本 奥羽本線 湯沢駅（県道185号経由）
- 湯沢前森町郵便局
- 秋田県立湯沢翔北高等学校（国道398号経由）
- 前森公園